# あなたのそばで
「あなたのそばで」は、Crystal Kayの通算22枚目のシングルである。

## 概要
- このシングルは表題作の1曲しか収録されていない。日本メナード化粧品「メナード フェイシャルサロン」CMソングに起用された。
- また、1曲のみ収録なので価格は525円だった。
- この曲がリリースする1ヵ月後にアルバム『ALL YOURS』が発売する。

## 収録曲
1. あなたのそばで
  - 作詞：西田恵美／作曲：Yasushi Fukuyama